# Dolichopeza (Oropeza) tridenticulata
Dolichopeza (Oropeza) tridenticulata is een tweevleugelige uit de familie langpootmuggen (Tipulidae). De soort komt voor in het Nearctisch gebied.